# Pierre Martin-Civat
Pierre Martin-Civat, né le 13 juillet 1901 à Cognac et mort le 31 mars 1983 dans la même ville, est un historien et professeur, membre de plusieurs sociétés savantes et directeur de l'Institut d'histoire et d'archéologie de Cognac et du Cognaçais.

## Biographie
Il effectue des études de lettres à l'Université de Poitiers et entame une carrière de professeur d'histoire et de géographie à Cognac de 1946 jusqu'à sa retraite en 1965.  Il soutient sa thèse de doctorat en 1968 à l'Université de la Sorbonne.  En 1956, il fonde l'Institut d'histoire et d'archéologie de Cognac et du Cognaçais dont il est président jusqu'en 1983.  Il est élu membre de l'Académie de Saintonge au quinzième siège en 1959, puis il est directeur de cette dernière de 1961 à 1963.  Il est également membre titulaire de l'Académie d'Angoumois au fauteuil n°11. 
En 1972 il obtient le prix Georges-Goyau pour son ouvrage Cognac et le Cognaçais pittoresque. 
Il obtient le prix René-Petiet de l'Académie Française en 1978 pour son ouvrage Gensac, La Pallue et Roissac.  
En 1986 une rue est baptisée en son à Cognac. 

## Publications
- L'Imprimerie et la presse à Cognac sous la Révolution (1921)
- La Paroisse Notre-Dame et le Culte de la Vierge à Cognac sous l'ancien régime (1926)
- Essai sur les institutions communales de Cognac des origines à 1507 (1929)
- Régents, maîtres d'école & maîtres divers à Cognac aux XVIIème & XVIIIème siècles (1931)
- Origine des premiers sires de Cognac (1970)
- Gensac, La Pallue et Roissac (1978)
- Cognac et le Cognaçais pittoresque (1972)